# Femina (album de The Legendary Tigerman)
Pour les articles homonymes, voir Fémina.
Albums de The Legendary Tigerman
Masquerade
(2006)
Femina est le cinquième album studio de The Legendary Tigerman commercialisé en 2009.

## Titres
| No  | Titre                                                                         | Invitée(s)           | Durée |
| --- | ----------------------------------------------------------------------------- | -------------------- | ----- |
| 1.  | Life ain't enough for you (Asia Argento / Paulo Furtado)                      | Asia Argento         | 3:24  |
| 2.  | These Boots Are Made for Walkin' (Lee Hazlewood)                              | Maria de Medeiros    | 3:41  |
| 3.  | She's a hellcat (Paulo Furtado / Peaches)                                     | Peaches              | 3:19  |
| 4.  | No way to leave on a sunday night (Paulo Furtado / Becky Lee)                 | Becky Lee            | 5:48  |
| 5.  | Lonesome town (Baker Knight)                                                  | Rita Redshoes (en)   | 3:10  |
| 6.  | Radio & TV blues (Paulo Furtado)                                              | Cais Sodré Cabaret   | 3:10  |
| 7.  | The saddest thing to say (Paulo Furtado / Lisa Kekaula)                       | Lisa Kekaula (en)    | 2:03  |
| 8.  | My stomach is the most violent of all of Italy (Asia Argento / Paulo Furtado) | Asia Argento         | 3:34  |
| 9.  | Light me up twice (Cláudia Efe / Paulo Furtado)                               | Cláudia Efe          | 3:37  |
| 10. | & then came the pain (Paulo Furtado / Phoebe Killdeer)                        | Phoebe Killdeer      | 2:54  |
| 11. | I just wanna know (what we're gonna do) (Cibelle / Paulo Furtado)             | Cibelle              | 4:16  |
| 12. | Old fashioned man (Becky Lee)                                                 | Drunkfoot, Becky Lee | 4:03  |
| 13. | Hey, sister ray (Paulo Furtado / Rita Pereira)                                | Rita Redshoes        | 3:51  |
| 14. | Thirteen (Glenn Danzig)                                                       | Mafalda Nascimento   | 3:23  |
| 15. | True love will find you in the end (Daniel Johnston)                          | Cibelle              | 4:40  |